# Heinrich Weber (Fußballspieler)

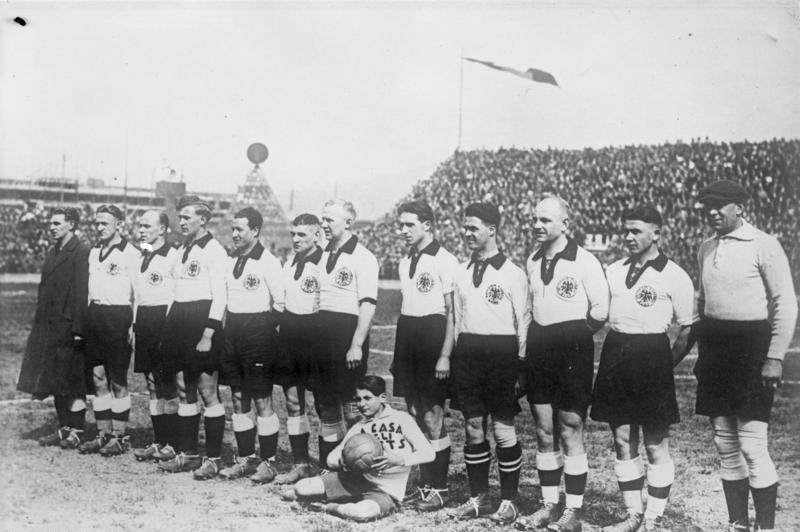
Weber (3.v.r.) vor einem Länderspiel gegen Italien

Heinrich „Heini“ Weber (* 21. Juni 1900 in Altena; † 22. Januar 1977 in Kassel) war ein deutscher Fußballspieler, der in den Jahren 1928 bis 1931 in der deutschen Fußballnationalmannschaft zwölf Länderspiele absolviert hat und dabei auch Teilnehmer an den Olympischen Spielen 1928 in Amsterdam war.

## Sportliche Laufbahn
Die sportlichen Anfänge durchlief „Heini“ Weber als Turner beim TV 1860 Marburg, ehe er dem frisch gegründeten Klub Marburg 17 beitrat und seine Laufbahn als Fußballer startete. Durch seine Berufsausbildung zum Optikermeister in Leipzig spielte er von 1921 bis 1923 beim dortigen VfB, wo er auch zum Verteidiger umgeschult wurde. Ab 1923 wurde er im nordhessischen Kassel sesshaft, wo er sich beruflich ein Spezialgeschäft errichtete und sich dem dortigen SV Kurhessen Kassel als Fußballer anschloss.
Der Verteidiger gewann mit dem Blau-Weißen in der Saison 1923/24 in der Einheitsliga Hessischer Kreis die Meisterschaft, feierte die Meisterschaft 1924/25 in der Liga Hessen-Hannover, ebenso in den Runden 1926/27 und 1927/28 in der Bezirksklasse Hessen-Hannover. Aber in den Endrunden um die westdeutsche Meisterschaft – der SV Kurhessen gehörte in dieser Zeit weder dem Norden noch dem Süden an – konnte sich Kassel nicht durchsetzen und „Heini“ Weber spielte deshalb nie in der Endrunde um die deutsche Fußballmeisterschaft. Da auch seine Spielweise weder spektakulär noch technisch herausragend war – er zeichnete sich durch solide Ballbehandlung, sachliches und zuverlässiges Defensivspiel und seine Beständigkeit aus –, konnte er sich überregional erst durch seine Berufungen in die westdeutsche Auswahl im Wettbewerb des Bundespokal 1927/28 auszeichnen, als er sich in den drei Halbfinalbegegnungen im Januar, Februar und am 1. April 1928 in Altona im 2. Wiederholungsspiel gegen Norddeutschland vor den Augen von Reichstrainer Otto Nerz für höhere Aufgaben empfehlen konnte. Die Akteure aus Düsseldorf (Willi Pesch, Konrad Heidkamp, Ernst Albrecht), Duisburg (Hermann Flick, Hans Gruber, August Sackenheim, Ernst Holstein), Köln (Erich Schröder, Georg Euler), Schalke 04 (Ernst Kuzorra) bildeten zusammen mit dem Mann aus Kassel die westdeutsche Auswahl.
Nerz berief den schnörkellos spielenden Verteidiger mit den langen Pässen neben den Verteidigerkollegen Albert Beier, Emil Kutterer und Josef Müller in das Olympiaaufgebot für die Spiele 1928 in Amsterdam. Dort debütierte „Heini“ Weber überraschend – es waren an seiner Stelle Kutterer oder Müller erwartet worden – am 28. Mai 1928 beim olympischen Fußballturnier beim Spiel gegen die Schweiz als linker Verteidiger in der Fußballnationalmannschaft. Beim 4:0-Sieg – drei Tore durch Richard Hofmann – gegen die von Rudolf Ramseyer und Frank Séchehaye angeführten Eidgenossen bildete er zusammen mit Torhüter Heiner Stuhlfauth, Verteidigerkollege Albert Beier und der Läuferreihe Georg Knöpfle, Hans Kalb und Ludwig Leinberger die Defensive der Nerz-Mannschaft. Am 3. Juni trat die deutsche Mannschaft gegen den Titelverteidiger Uruguay in gleicher Besetzung wie gegen die Schweiz an. Gegen die von José Nasazzi und Pedro Petrone angeführte Mannschaft vom Río de la Plata verlor die DFB-Mannschaft aber mit 1:4 Toren.
Es folgten für den Mann aus Kassel die Länderspiele gegen Dänemark, Schweden und die Schweiz, ehe am 28. April 1929 in Turin die Begegnung gegen Italien auf dem Programm stand. Reichstrainer Nerz vertraute in der Defensive auf Heinrich Stuhlfauth im Tor, in der Verteidigung auf Albert Beier und Weber und in der Läuferreihe auf Hans Geiger, Ludwig Leinberger und Georg Knöpfle. Das Spiel brachte einen 2:1-Erfolg für Deutschland und die Defensive präsentierte sich in starker Verfassung, insbesondere Torhüter Stuhlfauth wurde mit lobenden Kritiken bedacht. Nach seinem 12. Länderspieleinsatz am 24. Mai 1931 in Berlin gegen Österreich, das „Wunderteam“ von Hugo Meisl deklassierte die deutsche Elf mit 0:6 Toren, war die internationale Karriere von Heini Weber beendet. Im Verein beendete er aufgrund anhaltender Kniebeschwerden im März 1932 seine aktive Laufbahn.

## Trainerlaufbahn
Nach dem Zweiten Weltkrieg betätigte er sich zeitweise als Trainer bei Hessen Kassel. Er war dort auch Leiter der dortigen Fußballabteilung und stand dem Verein auch in späteren Jahren beratend zur Seite.

## Sonstiges
Heinrich Weber beantragte am 11. November 1937 die Aufnahme in die NSDAP und wurde rückwirkend zum 1. Mai desselben Jahres aufgenommen (Mitgliedsnummer 5.699.849). Er gründete in Kassel die Heini Weber OHG, ein Fachgeschäft, das elektronische Produkte verkaufte. Das Stammhaus war in der Wilhelmsstraße angesiedelt, dazu gehörten aber auch noch mehrere Filialen.